# 曲速行動
曲速行動（英語：Operation Warp Speed）是美國聯邦政府為了研發疫苗以預防2019冠狀病毒病在美國繼續傳播而發起的計畫，計畫採取政府和社會資本合作的方式進行，目的是加快疫苗的開發並且能夠達成大規模製造和銷售。報導首見於2020年4月29日，並於2020年5月15日由官方宣布。2020年5月至2021年1月的領導人為 Moncef Slaoui ，2021年1月至2月為 David A. Kessler 。2021年2月底時，此計劃的責任歸屬轉移給了白宮 Covid-19 反應團隊。
該計劃根據初步證據，促進了多種疫苗和不同類型疫苗技術的大規模生產，使得如果臨床試驗證實其中一種疫苗安全有效，則可以更快地分發。 該計劃預計，其中一些疫苗將不會被證明是安全或有效的，這使得該計劃比典型的疫苗開發成本更高，但可能會比典型的時間表提前幾個月獲得可行的疫苗。
這項計畫規模龐大，有多個政府機構共同參與，包括疾病控制與預防中心（CDC）、食品藥品管理局（FDA）、美國國立衛生研究院和生物醫學高級研究與開發中心管理局（BARDA）、國防部、農業部、能源部和退伍軍人事務部等政府部門在內，還有部分私人企業也有加入該計劃，此計劃的預算經預估至少為100億美元。

## 背景
2019冠状病毒病疫情爆發后，2020年1月21日，美国宣布出现第一例2019冠状病毒病。3月10日確診個案破千宗，自3月17日開始全美50個州均有確診個案。3月19日確診個案過萬。3月27日當天超越中國與義大利公开的数字，成為疫情最嚴重的國家，因此對於疫苗的需求十分迫切。
曲速行動的想法於2020年4月上旬被提出，此計劃將會促進多種疫苗批量生產，如果臨床試驗證實其中一種疫苗安全有效，疫苗的研發進度就能夠更加快速。但是該計劃預計，部分疫苗會因其安全性或有效性無從證明而無法使用，因此會使其成本比正常疫苗的開發成本更高，但該計劃預期能比正常疫苗的研發速度快上數個月的時間研發出有效疫苗。
2020年5月15日，美國總統唐納·川普正式宣佈建立公私合作夥伴關係。曲速行動的目的是協調美國衛生及公共服務部（HHS）範圍內的工作，包括NIH ACTIV疫苗和治療開發合作夥伴關係、NIH RADx診斷開發計劃以及生物醫學高級研究與發展管理局（BARDA）的工作。
美國食品藥品監督管理局（FDA）於2020年6月30日宣布，疫苗必須至少具有50％的有效效力才能獲得批准，疫苗至少要能減輕新冠病毒症狀的嚴重性。

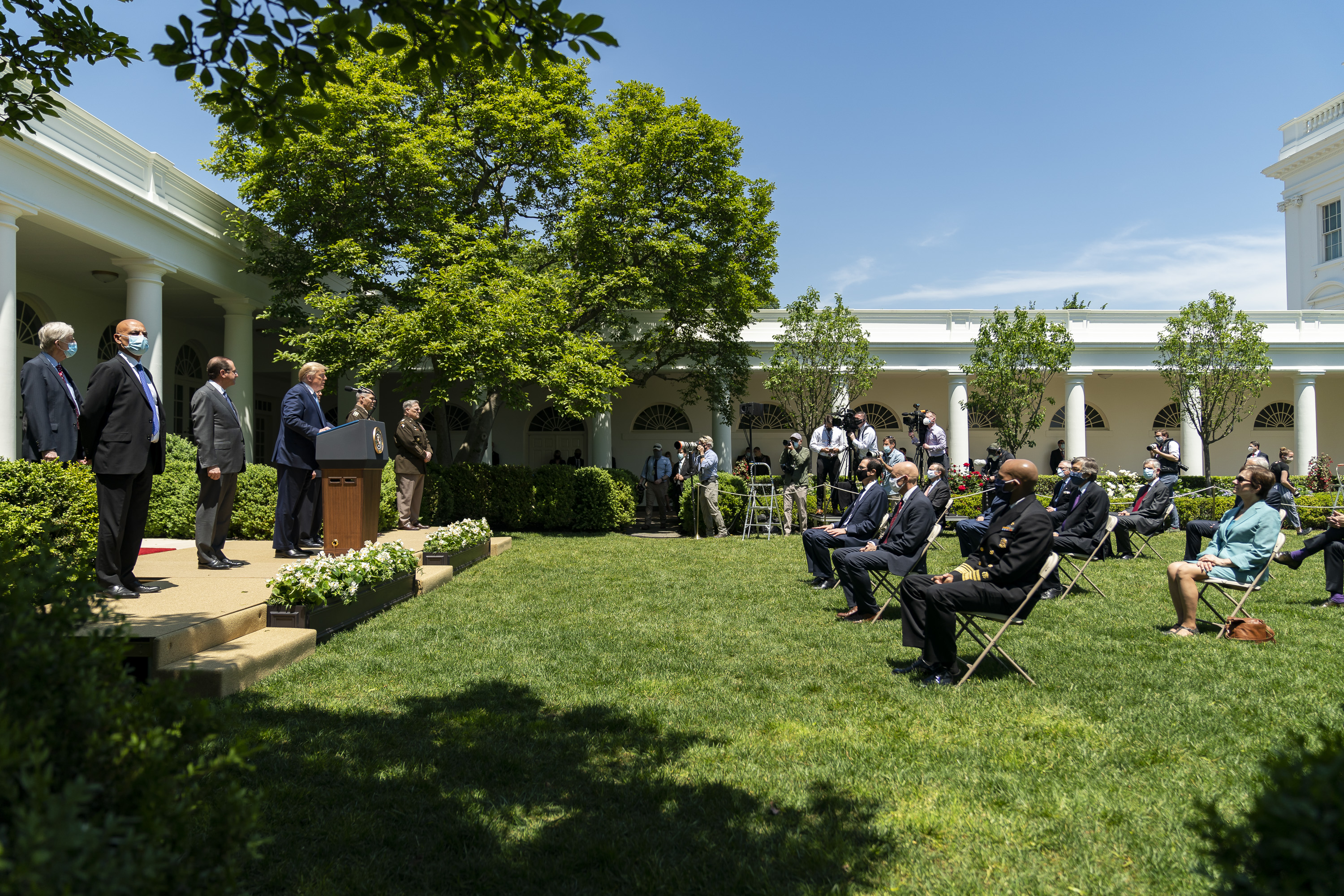
2020年5月15日，美國總統唐納德·川普在正式宣佈實施曲速行動。

2021年1月，白宮新聞秘書Jen Psaki宣布該計劃預計將在拜登政府領導下進行重組和更名，前曲速行動負責人Moncef Slaoui博士被告知不要再使用Operation Warp Speed這個名字。2021年2月下旬，“曲速行動”的職責轉移到白宮COVID-19反應小組。

## 目標
根據衛生與公共服務部的情況說明書，“曲速行動”的主要既定目標是“在 2021 年 1 月之前生產和提供 3 億劑安全有效的疫苗，作為更廣泛戰略的一部分，以加速 COVID-19 疫苗、治療方法和診斷方法的開發、製造和分銷”。
各種媒體概述的具體目標包括：
- 支援製藥公司同時研發七種不同的候選疫苗和某些治療化合物
- 支援多家疫苗生產商快速擴大生產能力
- 支援組織並促進 FDA 對幾種最有希望的候選疫苗的一至三期臨床試驗的同步審查
- 促進生產候選疫苗，同時在最終臨床研究期間保持預先批准，為快速部署做好準備（如果證明疫苗是安全有效的）
- 與國防部協調美國各地的疫苗供應、生產和部署，並追踪每個疫苗瓶和每個接受疫苗接種的美國人的注射時間表

雖然預計與 FDA 就技術問題進行協調，但局長 Stephen Hahn 指出，FDA 將“為曲速行動提供技術和開發援助，但製造商決定是否繼續推進”，並澄清說已經“在 FDA 和曲速行動之間劃出了一條非常明確的界限，因為我們是獨立的監管機構”。

## 預算和領導
曲速行動使用 BARDA 作為美國聯邦政府和美國生物醫藥行業之間的金融接口。該計劃最初獲得了 100 億美元的資助，並通過 BARDA 分配了額外資金。到 2020 年 10 月，資金增加到約 180 億美元。
BARDA 主任里克·布萊特 (Rick Bright) 於 2020 年 4 月 22 日左右被解任，因為他反對（正如他所說的那樣）“為那些有政治關係的人宣傳的潛在危險藥物提供資金的努力”。 5 月，宣布了新的領導層。 Moncef Slaoui 被任命為曲速行動的首席顧問。 Slaoui 是一名疫苗研究員，曾任葛蘭素史克全球研發主席和全球疫苗主席，在那裡他領導了五種疫苗的開發。曾擔任陸軍裝備司令部司令的古斯塔夫·F·佩爾納將軍被任命為曲速行動首席運營官。退役中將 Paul A. Ostrowski 曾擔任陸軍採辦團主任，現任供應、生產和分銷主管。陸軍少將 Christopher J. Sharpsten 是副主任。

## 資助公司
截至2020年6月，已經有7家公司加入了此計劃：楊森製藥、阿斯利康製藥 - 牛津大學、莫德納、默克藥廠、Vaxart和Inovio。

## 爭議

### 領導者的中立問題
曲速行動計畫的負責人Moncef Slaoui曾是美國疫苗開發商莫德納的董事會成員，並出售了他在莫德納股票的股份，潛在個人收益為1000萬美元，這引發了他的中立性是否適任該計劃負責人的爭議。儘管Slaoui被任命為行動的負責人後辭去了莫德納董事會的職務，但當莫德納宣布其研發的莫德納疫苗在疫苗臨床研究取得進展時，他在莫德納的股票價值因此增加了300萬美元。